# Biosfeerreservaat Laplandski
Biosfeerreservaat Laplandski (Russisch: Лапландский государственный природный биосферный заповедник) ligt in de Oblast Moermansk van Rusland op circa 120 tot 180 kilometer ten noorden van de poolcirkel. De oprichting van het gebied vond plaats op 17 januari 1930 om de populatie wilde rendieren (Rangifer tarandus) in het gebied te beschermen en ook het onaangeraakte ecosysteem waar ze in leven. De oorspronkelijke grootte van het gebied was circa 1.600 km². Het gebied werd echter ontdaan van zijn status als zapovednik op 29 augustus 1951. Na een campagne voor het herstel van het reservaat werd Laplandski op 5 november 1957 opnieuw tot beschermd gebied verklaard. Het gebied werd op 13 september 1983 uitgebreid tot zijn huidige oppervlakte van 278,436 km². Vervolgens werd Laplandski op 15 februari 1985 toegevoegd aan de lijst van biosfeerreservaten onder het Mens- en Biosfeerprogramma van UNESCO.

## Kenmerken
In Biosfeerreservaat Laplandski zijn vijf verschillende bergmassieven aanwezig die gescheiden worden door riviervalleien. Het hoogste punt wordt gevormd door de bergpiek Ebr-Tsjorr (1.114 m). Het gebied bestaat voor een groot deel uit boreale taiga, open bossen met zachte berk (Betula pubescens) en ruwe berk (Betula pendula), bergtoendra en hoogvenen.
Biosfeerreservaat Laplandski ligt in de subarctische klimaatzone. De koudste maand is januari, met een gemiddelde temperatuur van -12 °C. Het gebied is 's winters bedekt met sneeuw. Poollicht kan waargenomen worden tussen eind augustus en midden april, afhankelijk van het aardmagnetisch veld. De zomers zijn gematigd en kort. De warmste maand is juli, met een gemiddelde temperatuur van 14 °C. 's Zomers komen maximale temperaturen tussen de 25 en 30 °C voor. De duur van de middernachtzon is 46 dagen. Witte nachten beginnen vanaf eind april en duren tot midden augustus.

## Fauna
Het is het enige gebied in Fennoscandinavië en het Kolaschiereiland waar een wilde populatie rendieren voorkomt van meer dan 1.000 exemplaren. In de 19e eeuw werd de bever (Castor fiber) uitgeroeid op het Kolaschiereiland, maar behoort dankzij een herintroductieproject weer tot de vaste bewoners van het reservaat. Naast de twee voorgenoemde soorten leven er nog 29 andere zoogdiersoorten in Biosfeerreservaat Laplandski, waaronder soorten als de bruine beer (Ursus arctos), veelvraat (Gulo gulo), eland (Alces alces), berglemming (Lemmus lemmus) en boslemming (Myopus schisticolor).In het gebied zijn ook 198 vogelsoorten vastgesteld. Zo leven hier onder andere het auerhoen (Tetrao urogallus), korhoen (Lyrurus tetrix), moerassneeuwhoen (Lagopus lagopus), smelleken (Falco rusticolus), bruinkopmees (Poecile cinctus), koperwiek (Turdus iliacus).
- Virtual International Authority File: 303952950